# Jochen Lempert
Jochen Lempert (* 1958 in Moers) ist ein deutscher Tier- und Naturfotograf.

## Leben
Er studierte Biologie und beschäftigte sich später mit der Fotografie.
Lempert lebt in Hamburg und publizierte neben seinen fotografischen Arbeiten auch wissenschaftliche Arbeiten. Im Jahr 2005 war er der Träger des Edwin-Scharff-Preises. 2009 war er Stipendiat in der Villa Massimo in Rom. Jahr 2010 entstanden Ausstellungen über sein Lebenswerk. 2017 erhielt er den Camera-Austria-Preis für zeitgenössische Fotografie. 2023 fand eine Ausstellung seiner Fotografien im C/O Berlin statt. Diese war eine Kooperation von C/O Berlin, dem Centre Pompidou (Paris) und dem Huis Marseille (Amsterdam). Begleitend erschien ein Künstlerbuch im Verlag der Buchhandlung Walther König.

## Ausstellungen (Auswahl)
- 2010: Jochen Lempert, Contemporary Art Museum St. Louis
- 2010: Jochen Lempert, Museum Ludwig.[3]
- 2010: Jochen Lempert, ProjecteSD Barcelona
- 2013: Jochen Lempert, Hamburger Kunsthalle, Galerie der Gegenwart, 22. Juni bis 29. September 2013

## Veröffentlichungen (Auswahl)
- 2009: Recent Field Work, Köln (Walther König). ISBN 978-3-86560-595-5
- 2010: 4 Frogs, Marseille (éditions P). ISBN 978-2-917768-17-4
- 2010: Drift, Köln (Walther König). ISBN 978-3-86560-820-8
- 2013: Phenotype, Köln (Walther König). ISBN 978-3-86335-153-3
- 2014: On Abstraction, Köln (Walther König). ISBN 978-3-86335-610-1